# Joi Chua
Joi Chua o Joi Tsai (Chino mandarín: 蔡 淳佳, pinyin: Cài Chúnjiā, 3 de agosto de 1978), es una cantante de Singapur.

## Carrera musical
Joi fue educada en las escuela primaria de Raffles Girls, Clementi Town School en La secundaria, y Escuela Politécnica de Singapur con especialización en optometría.
Debutó en 1996 con cantantes extraordinarios y además organizados por medio de un curso llamado Ocean Butterflies Production Company, en la que cambió su producción musical en 2004, que más adelante fue adquirida por firmar un contrato bajo el sello de Warner Music y que cayó bajo la etiqueta de la música mundial.
Joi ganó un premio al mérito en la categoría de logro cultural, reconocida por The Outstanding Young Person Award en 2006.

## Otros trabajos

### Filantropía
Además de ser una estrella de la canción, participa activamente en las causas sociales, en la que fue nombrada como embajadora de la Singapore Speak Mandarin Campaign en 2005, en que la involucró en los conciertos de más de 12 escuelas primarias y secundarias diferentes, esto para promover la campaña. Más adelante fue encargada por MediaCorp, para cantar en la NKF, una serie dramática de una canción del Canal 8, con un tema titulado subtema. También cantó un tema musical para un programa chino llamado Uniquely You, esto para una Junta de Turismo de Singapur. También fue embajadora de la agencia para la promoción de Singapur, como un destino de elección para extranjeros. Joi contribuye también al servicio de la comunidad a través de su labor promocional de la lengua mandarina y como embajadora de Visión Mundial y Mercy Relief.

## Discografía

### Álbumes de estudio
| Año y mes | Título en Chino    | Título en Inglés        | Etiqueta    | Nota(s) |
| --------- | ------------------ | ----------------------- | ----------- | ------- |
| 2000      | 《蔡淳佳 Joi》     | Joi Tsai                | Sony Taiwan |         |
| Sep 2004  | 《日出》           | Sunrise                 |             |         |
| Aug 2005  | 《有一天我会》     | One Day I will          |             |         |
| Sep 2006  | 《等一个晴天》     | Waiting For A Sunny Day |             |         |
| Dec 2007  | 《慶幸擁有蔡淳佳》 | Blessed Joi             |             |         |
| Sep 2009  | 《回到最初》       | Back To the Original    |             |         |
| Jan 2010  | 《淳剧佳曲》       | Joi Best of Drama       |             |         |
| Jun 2010  | 《時間的禮盒》     | The Gift of Time        |             |         |
| Aug 2012  | 《视界观》         | Perspectives            |             |         |

### Sencillos
| Año y mes | Título en Chino | Título en Inglés | Etiqueta | Nota(s) |
| --------- | --------------- | ---------------- | -------- | ------- |
| Apr 2014  | 《玻璃》        | Glass            |          |         |
| Nov 2014  | 《一传一》      | Be the One       |          |         |
| Nov 2014  | 《信约》        | Promise          |          |         |